# Ichneumon corax
Ichneumon corax är en stekelart som beskrevs av Berthoumieu 1894. Ichneumon corax ingår i släktet Ichneumon och familjen brokparasitsteklar. Inga underarter finns listade i Catalogue of Life.